# Brookesia brygooi
Brookesia brygooi is een hagedis uit de familie kameleons (Chamaeleonidae).

## Naam en indeling
De wetenschappelijke naam van de soort werd voor het eerst voorgesteld door Christopher John Raxworthy en Ronald Archie Nussbaum in 1995. De soortaanduiding brygooi is een eerbetoon aan de Franse bioloog Édouard-Raoul Brygoo (1920 - 2016).

## Uiterlijke kenmerken
Deze soort wordt maximaal acht centimeter lang inclusief de staart. De soort is van geslachtsgenoten te onderscheiden door de typische blad-achtige huidflappen op met name staart en kop en in mindere mate de rug. Deze huidflappen geven de dieren een effectieve camouflage. De flappen zijn plat en driehoekig, de punten staan zijwaarts gericht en steken met name boven de staartwortel aan beide zijden ongeveer de helft van de lichaamsbreedte uit.
Op het midden van de rug is een rij kleine zijwaarts wijzende huidflapjes aanwezig. Op de kop is een grotere flap zichtbaar, die over de hals loopt. Boven de ogen is een doornachtig huiduitsteeksel aanwezig. Hierdoor lijken deze kameleons haasachtige oorschelpen te hebben, maar deze flappen dienen enkel ter camouflage en niet om beter te kunnen horen.

## Verspreiding en habitat
De habitat bestaat uit de strooisellaag van droge tropische en subtropische bossen. De soort is aangetroffen op een hoogte van ongeveer twintig tot 570 meter boven zeeniveau. Veel kameleons klimmen graag, deze soort wordt voornamelijk 's nachts met de kop naar beneden de vegetatie aangetroffen. Overdag wordt tussen de bladeren op de bodem op kleine dieren gejaagd als insecten en wormen. Brookesia brygooi komt voor in westelijk tot zuidwestelijk Madagaskar, een groot bebost eiland voor de oostkust van Afrika. Over de levenswijze en voortplanting is weinig bekend. Wel is bekend dat de soort eierleggend is, de vrouwtjes zetten tussen de twee en de vijf eieren af per legsel.

## Beschermingsstatus
Door de internationale natuurbeschermingsorganisatie IUCN is de beschermingsstatus 'veilig' toegewezen (Least Concern of LC).